# 曹家福
曹家福（1958年—），四川巴中人，汉族，中华人民共和国政治人物、第十一届全国人民代表大会四川地区代表。
四川省巴中市巴州区清江镇农民。2008年起担任全国人大代表。